# Хронологія рекордів Європи з метання диска серед чоловіків
Рекорди Європи з метання диска серед чоловіків визнаються Європейською легкоатлетичною асоціацією з-поміж результатів, показаних європейськими легкоатлетами на спеціально обладнаному метальному секторі, за умови дотримання встановлених вимог.

## Хронологія рекордів
| Результат                             | Атлет                       | Місто змагань  | Дата змагань | Примітки    | Відео            |
| ------------------------------------- | --------------------------- | -------------- | ------------ | ----------- | ---------------- |
| 45,57                                 | Елмер Нікландер Швеція      | Гельсінкі      | 20.07.1913   |             |                  |
| 52,42                                 | Гаральд Андерссон Швеція    | Осло           | 25.08.1934   |             |                  |
| 53,10                                 | Віллі Шредер Німеччина      | Магдебург      | 28.04.1935   |             |                  |
| 53,34                                 | Адольфо Консоліні Італія    | Мілан          | 26.10.1941   |             |                  |
| 54,23                                 | Адольфо Консоліні Італія    | Мілан          | 14.04.1946   |             |                  |
| 54,80                                 | Джузеппе Тозі Італія        | Мілан          | 22.08.1948   |             |                  |
| 54,89                                 | Адольфо Консоліні Італія    | Верона         | 12.09.1948   |             |                  |
| 55,33                                 | Адольфо Консоліні Італія    | Мілан          | 10.10.1948   |             |                  |
| 55,47                                 | Адольфо Консоліні Італія    | Рим            | 23.07.1950   |             |                  |
| 55,79                                 | Кліч Ференц Угорщина        | Будапешт       | 04.07.1954   |             |                  |
| 56,47                                 | Карел Мерта Чехословаччина  | Бржезниці      | 17.07.1955   |             |                  |
| 56,69                                 | Карел Мерта Чехословаччина  | Манчестер      | 15.10.1955   |             |                  |
| 56,98                                 | Адольфо Консоліні Італія    | Беллінцона     | 11.12.1955   |             |                  |
| 57,89                                 | Едмунд Пйонтковський Польща | Паб'яниці      | 10.05.1959   |             |                  |
| 58,33                                 | Сеченьї Йожеф Угорщина      | Дьєр           | 07.06.1959   |             |                  |
| 59,91                                 | Едмунд Пйонтковський Польща | Варшава        | 14.06.1959   |             |                  |
| 60,47                                 | Едмунд Пйонтковський Польща | Лодзь          | 16.08.1961   |             |                  |
| 61,64                                 | Володимир Трусеньов СРСР    | Ленінград      | 04.06.1962   |             |                  |
| 62,45                                 | Людвік Данек Чехословаччина | Вишков         | 10.05.1964   |             |                  |
| 64,55                                 | Людвік Данек Чехословаччина | Турнов         | 02.08.1964   |             |                  |
| 65,22                                 | Людвік Данек Чехословаччина | Соколов        | 12.10.1965   |             |                  |
| 66,48                                 | Людвік Данек Чехословаччина | Лонг-Біч       | 08.06.1969   |             |                  |
| 68,06                                 | Рікі Брух Швеція            | Мальме         | 21.09.1969   |             |                  |
| 68,40                                 | Рікі Брух Швеція            | Стокгольм      | 05.07.1972   |             |                  |
| 68,60                                 | Вольфганг Шмідт НДР         | Кельн          | 21.05.1976   |             |                  |
| 68,92                                 | Вольфганг Шмідт НДР         | Берлін         | 31.05.1978   |             |                  |
| 71,16                                 | Вольфганг Шмідт НДР         | Берлін         | 09.08.1978   |             |                  |
| 71,86                                 | Юрій Думчев СРСР            | Москва         | 29.03.1983   |             |                  |
| 74,08                                 | Юрген Шульт НДР             | Нойбранденбург | 06.06.1986   |             | Відео на YouTube |
| 74,35                                 | Міколас Алекна Литва        | Рамона         | 14.04.2024   | [ 1 ] [ 2 ] | Відео на YouTube |
| 74,89                                 | Міколас Алекна Литва        | Рамона         | 13.04.2025   | [ 3 ]       |                  |
| 75,56                                 | Міколас Алекна Литва        | Рамона         | 13.04.2025   | [ 3 ]       | Відео на YouTube |
| 0 років, 1 день від дати встановлення |                             |                |              |             |                  |